# Kirche Gnevezow

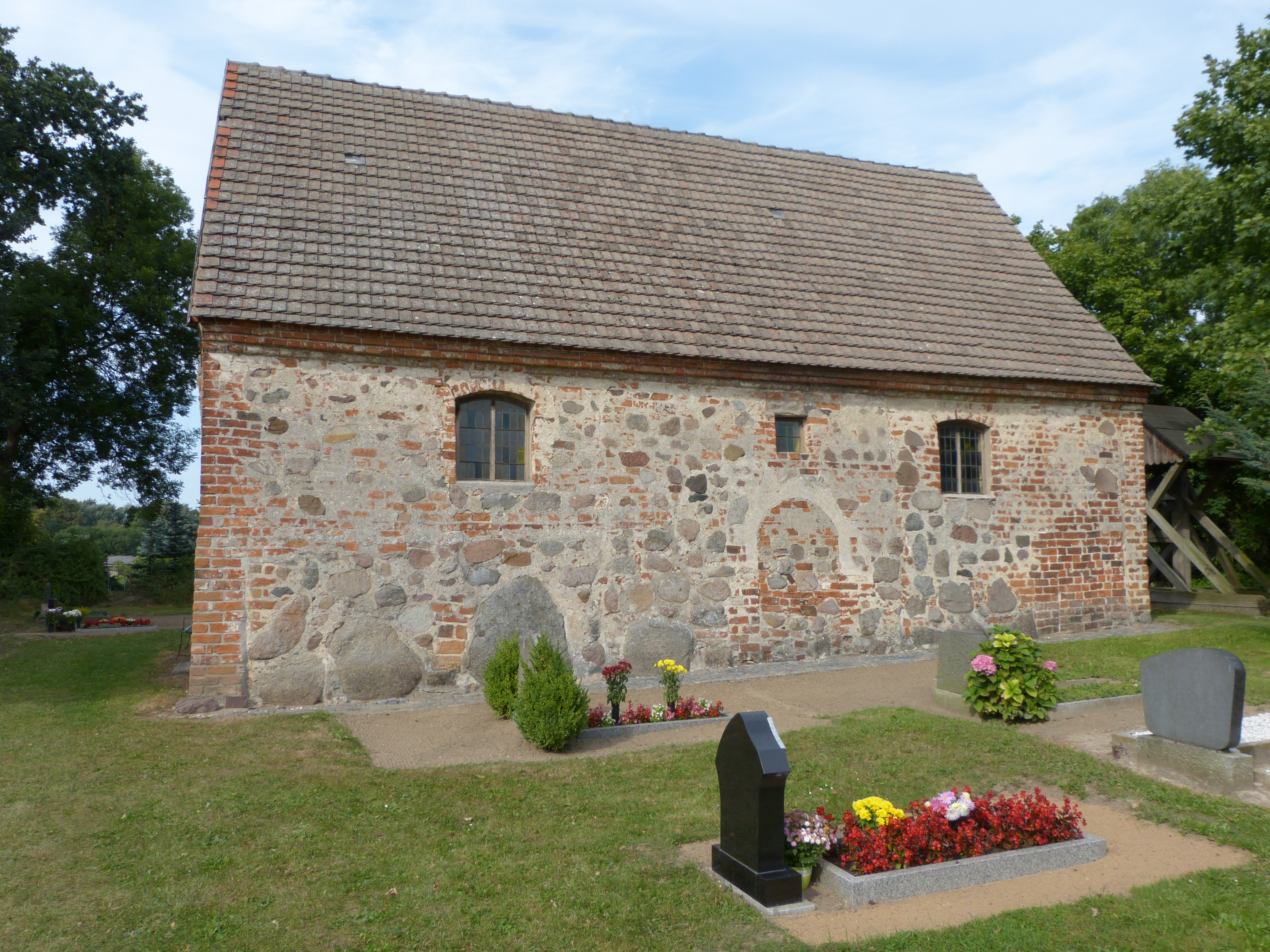
Kirche Gnevezow

Die Kirche Gnevezow, auch Kapelle Gnevezow, ist ein Kirchengebäude im Ortsteil Gnevezow der Gemeinde Borrentin im Landkreis Mecklenburgische Seenplatte. Sie gehört zur Kirchengemeinde Hohenbollentin-Lindenberg in der Propstei Demmin des Pommerschen Evangelischen Kirchenkreises.

## Geschichte
Das Dorf Gnevezow gehörte seit 1286 dem Kloster Verchen. Eine Kirche in Gnevezow wurde erstmals 1309 urkundlich erwähnt, als ein Streit zwischen dem Priester Hermann Deken und Lutgard von Artlenburg über die Kirche beigelegt wurde. Lutgardis von Hertenburg übergab 1342 die Gnevezower Kirche dem Priester Albert. Die im selben Jahr erfolgte Schenkung von drei Hufen an die Kirche, wurde 1354 von Herzog Barnim III. bestätigt.
Nach der Einführung der Reformation in Pommern und der Säkularisation der Klöster war die nun als Kapelle Gnevezow bezeichnete Kirche Filialkirche von Wolkwitz. 1584 kam Gnevezow zum herzoglichen Amt Lindenberg. Herzog Ernst Ludwig übte das Patronatsrecht über die Wolkwitzer Mutterkirche und der Filialkirchen in Meesiger und Gnevezow aus. 1612 trat sein Nachfolger Herzog Philipp Julius das Patronatsrecht gegen die Gerechtigkeit an einem Gnevezower Bauernhof an Georg von Maltzan ab.

## Gebäude

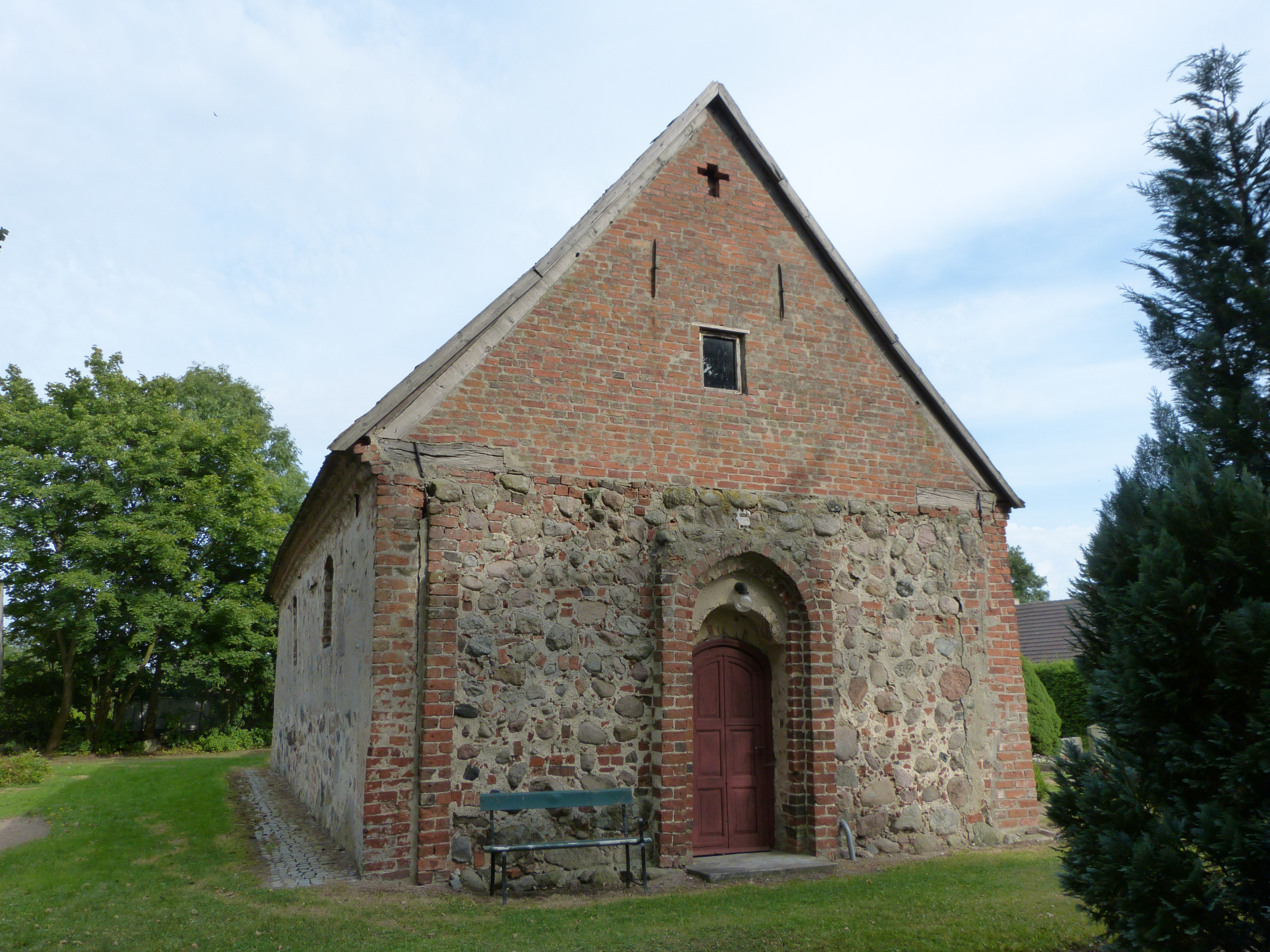
Westgiebel

Die Kirche wurde im 16. Jahrhundert aus Feldstein mit Einfassungen aus Backstein ohne Turm neu errichtet. Die beiden Fachwerkgiebel und das Dach wurden bei einer Sanierung der Kirche erneuert. Dabei wurden die Dachgiebel senkrecht verbrettert.
Je zwei Segmentbogenfenster mit Bleiglasscheiben befinden sich hochgelegen in den Langseiten und dem Ostgiebel. Eine Pforte in der Südseite ist heute zugemauert. Über ihr befindet sich ein kleines rechteckiges Fenster. Das Westportal zeigt noch eine Spitzbogennische.

## Ausstattung
Die Kanzel mit Abbildungen der Evangelisten sowie des Apostels Paulus und Jesus Christus an der Treppe, die Altarschranken und das Chorgestühl mit Landschaftsmalereien an den Brüstungen werden auf den Anfang des 18. Jahrhunderts datiert.
Der Altarschrein mit geschnitzten Reliefszenen zu Leben und Passion Christi sowie einer vollplastischen Christusfigur stammt wahrscheinlich aus dem 17. Jahrhundert. Hugo Lemcke datierte das Maßwerk und die Schnitzereien auf das 16. Jahrhundert. Folgende Schnitzfigurengruppen sind im Altarschrein angeordnet:
| Linker Flügel                            | Mittelschrein                                | Mittelschrein                                | Mittelschrein                             | Rechter Flügel                                |
| Mariä Verkündigung Das heilige Abendmahl | Die Heiligen Drei Könige Die Taufe im Jordan | Zwei schreibende Evangelisten Jesus Christus | Grablegung Jesu Auferstehung Jesu Christi | Jesus segnet die Kindlein Das jüngste Gericht |

Die Glocke wurde 1697 von Ernst Siebenbaum in Rostock gegossen. Sie befindet sich in einem Glockenstuhl an der Ostseite der Kirche.

## Verlorene Glasmalereien
1842 übergab der damalige Demminer Superintendent Franz Hermann Lengerich (1805–1881) der Gesellschaft für pommersche Geschichte und Altertumskunde Nachricht und Zeichnungen von vier Glasmalereien, die sich in der Kirche befanden. Der Brief Lengerichs und die Zeichnungen, die der damalige Wolkwitzer Pastor Heinrich Ferdinand Severin († 1850) in seinem Auftrag anfertigen ließ, befinden sich heute im Landesarchiv Greifswald. Bei den Nachzeichnungen handelt es sich um die der Wappen des Herzogs Ernst Ludwig (nur Fragmente), seiner Frau Sophia Hedwig von Braunschweig-Wolfenbüttel, des herzoglichen Amtshauptmanns zu Verchen und Lindenberg, Jürgen Köthe, und dessen Frau, Anna von (der) Marwitz. Dabei passt das Anna von Marwitz zugeschriebene Wappen weder zur Familie von der Marwitz noch zu der ihres zweiten Ehemanns, Claus von Buckow. Möglicherweise handelt es sich um die irrtümlich zusammengefügten Reste zweier Glasmalereien. Ein weiteres Wappen auf demselben Zeichenblatt, oben eine sitzende Taube, unten drei aus der Erde wachsende Blumenzweige, konnte bisher nicht zugeordnet werden. Wahrscheinlich wurden die herzoglichen Wappen vor Ernst Ludwigs Tod 1592 gestiftet, die des Amtshauptmanns und seiner Frau 1597.
Da Hugo Lemcke in seiner Schriftenreihe Die Bau- und Kunstdenkmäler der Provinz Pommern die Glasmalereien nicht erwähnte, ist davon auszugehen, dass diese gegen Ende des 19. Jahrhunderts nicht mehr vorhanden waren.